# Maria Luisa d'Assia-Kassel
Maria Luisa d'Assia-Kassel (Kassel, 7 febbraio 1688 – Leeuwarden, 9 aprile 1765) era figlia del langravio Carlo I e di Amalia di Curlandia.
Tramite il matrimonio con Giovanni Guglielmo Friso d'Orange, divenne principessa consorte d'Orange. Tenne la reggenza per due periodi nella storia olandese: durante i regni del figlio, Guglielmo IV, e del nipote, Guglielmo V. Venne soprannominata affettuosamente Marijke Meu (Zia Maria) dai suoi sudditi.

## Famiglia
Maria Luisa era una dei diciassette figli di Carlo I d'Assia-Kassel e di Amalia di Curlandia: due suoi fratelli erano il re Federico I di Svezia e Guglielmo VIII d'Assia-Kassel.
I suoi nonni paterni erano Guglielmo VI d'Assia-Kassel ed Edvige Sofia di Brandeburgo, i nonni materni erano Giacomo Kettler, duca di Curlandia, e Luisa Carlotta di Brandeburgo.

## Matrimonio e figli
Il 26 aprile 1709 sposò Giovanni Guglielmo Friso d'Orange, il maggiore dei figli sopravvissuti di Enrico Casimiro II di Nassau-Dietz e di Enrichetta Amalia di Anhalt-Dessau; questi aveva ereditato il titolo nel 1702 da Guglielmo III, principe d'Orange, morto senza figli, a causa della sua discendenza da Guglielmo il Taciturno e Federico Enrico d'Orange.
Fu probabilmente il fatto che Giovanni Guglielmo rischiò di essere ucciso da una cannonata a far accelerare il suo fidanzamento: sua madre, Enrichetta Amalia di Anhalt-Dessau, resasi conto di quanto il figlio fosse fragile, iniziò subito a cercargli una moglie adatta per assicurargli un erede. Alla fine, la scelta si ridusse a due principesse tedesche: Enrichetta Maria consigliò al figlio di pensare alla scelta fra due sedie, e di scegliere la più confortevole. Giovanni Guglielmo si recò in Assia-Kassel e si fidanzò con la ventenne Maria Luisa in appena una settimana, senza neppure preoccuparsi di conoscere l'altra candidata. Il fattore decisivo nella sua scelta fu probabilmente la considerazione che il padre di Maria Luisa era un fidato generale al servizio di John Churchill, I duca di Marlborough; inoltre, un matrimonio con la figlia del Langravio di Assia-Kassel avrebbe rafforzato il posto di Giovanni Guglielmo fra le altre case regnanti.
Maria Luisa non era reputata molto attraente, aveva tratti pesanti e poco delicati e il viso era dominato da un naso molto grosso; era però affascinante e trattava le persone di ogni rango con naturale gentilezza e sincera premura. La coppia ebbe due figli prima della morte prematura di Giovanni Guglielmo, avvenuta il 14 luglio 1711, il più giovane dei quali nacque dopo la morte del padre: la nascita di Guglielmo Carlo Enrico Friso fu accolta con grande sollievo, dato che egli automaticamente assumeva il titolo di Principe d'Orange.
- Anna Carlotta Amalia (1710-1777), sposò il principe ereditario Federico di Baden-Durlach
- Guglielmo Carlo Enrico Friso (1711-1751), sposò Anna di Gran Bretagna

## Vedovanza

### Reggenze

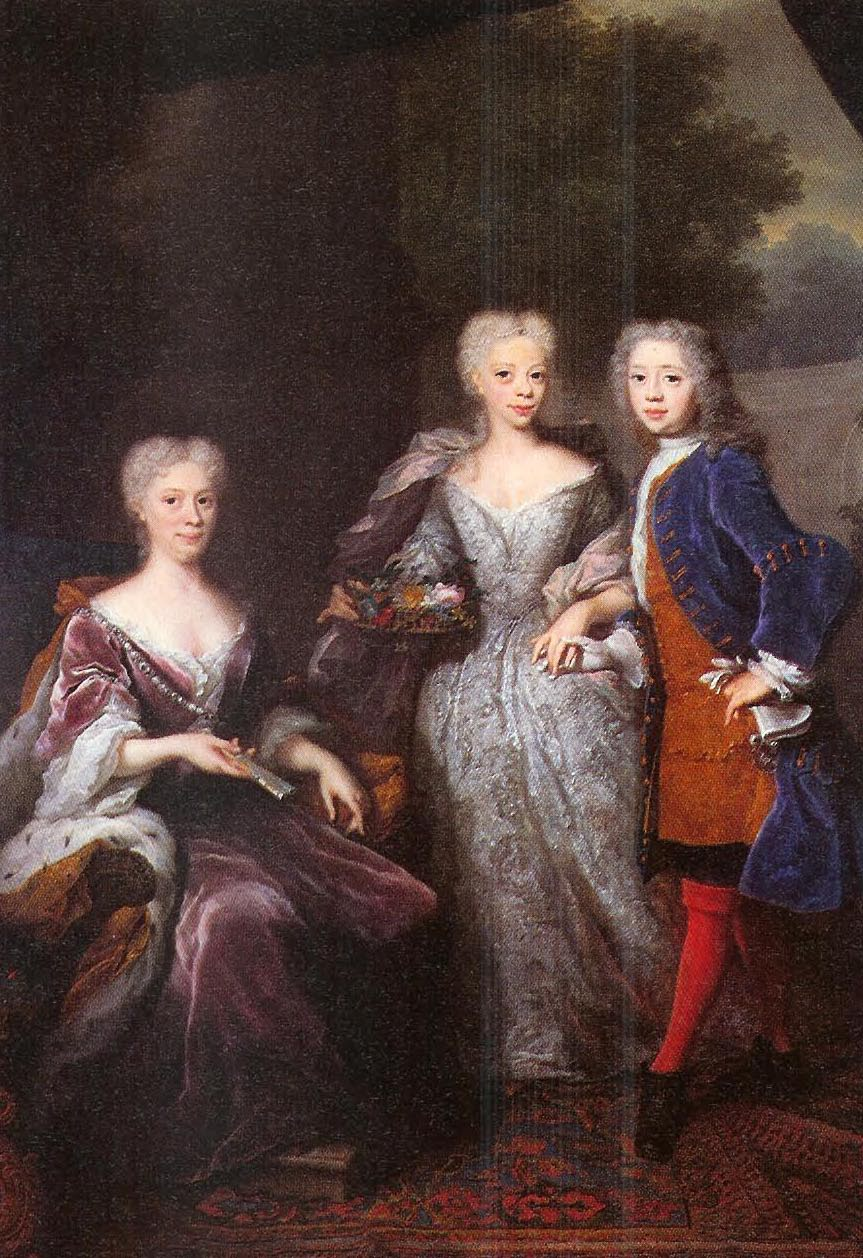
Maria Luisa (a sin.) con i due figli, c. 1725.

Dato che il marito di Maria Luisa morì mentre ella era incinta, il figlio Guglielmo divenne immediatamente Principe d'Orange fin dalla sua nascita, avvenuta sei settimane dopo; Maria Luisa tenne la reggenza per il figlio dal 1711 fino a che egli non raggiunse la maggiore età, nel 1731. Maria Luisa non aveva alcuna esperienza degli affari del suo paese d'adozione, tuttavia riuscì a fronteggiare con successo una serie di disastri naturali, tra cui una sequenza di pessimi raccolti e di rigidi inverni dal 1712 al 1716. Conquistò rapidamente l'affetto della popolazione olandese, nonché la fama di donna intelligente e sensibile, e venne affettuosamente soprannominata Marijke Meu. Affrontò anche un serio problema relativo ai vermi teredini, parassiti portati sulle navi che giungevano dall'estremo Oriente e che si nutrivano delle parti di legno degli argini. Questi danni minacciavano di far crollare l'intero sistema delle dighe, il che avrebbe portato all'allagamento di vaste porzioni di terreno coltivato nella provincia della Frisia; il denaro necessario per prevenire un tale disastro era però difficile da raccogliere: le tasse destinate all'Aia da questa provincia erano riviste solo raramente. Maria Luisa si recò all'Aia e chiese aiuto di persona di fronte agli Stati Generali: la sua eloquenza servì non solo a farle ottenere la restituzione delle imposte pagate, ma anche l'invio di un adeguato numero di soldati per aiutare a riparare gli argini.
Dopo una visita avvenuta nel 1736, Maria Luisa iniziò una corrispondenza, in francese, con il riformatore religioso e sociale Nikolaus Ludwig von Zinzendorf; profondamente religiosa, offrì protezione ai protestanti perseguitati in fuga dai cattolici Asburgo. Nonostante il parere contrario del figlio, Maria Luisa concesse a un gruppo di moravi di stabilirsi a IJsselstein, di cui era baronessa.
Dal 1759 fino alla sua morte, nel 1765, tenne la reggenza anche per il suo giovane nipote, Guglielmo V d'Orange-Nassau, dopo la morte della precedente reggente (la madre del principino, la nuora di Maria Luisa, Anna di Gran Bretagna). Dopo il 1765 la reggenza fu affidata al duca Luigi Ernesto di Brunswick-Lüneburg.

### Carattere e rapporti con i figli
Dopo la morte del marito, rimasta vedova a 23 anni in un paese straniero, Maria Luisa sviluppò un carattere pessimista e ansioso per il destino dei figli, che in parte trasmise anche a sua figlia Amalia, che infatti ebbe un carattere malinconico e solitario. Suo figlio Guglielmo, che durante l'infanzia fu spesso malato, venne educato rigidamente da Maria Luisa stessa a Leeuwarden. Tra i due vi furono sempre buoni rapporti, tanto che, quando nel 1729 egli raggiunse finalmente la maggiore età, la madre venne invitata ad avere un posto di uguale importanza nelle celebrazioni. Durante la sua giovinezza, la madre gli mandava quotidianamente lettere per ricordargli di lavarsi i denti e dormire molto, alle quali rispondeva devotamente.
Maria Luisa visse molto frugalmente, soprattutto in confronto agli eccessi della suocera, Enrichetta Amalia, e destinò grandi somme di denaro a scopi caritatevoli. Una volta, venne ospitata da un gentiluomo molto lussuosamente, ma ella gli chiese se non si sentiva in colpa a spendere tutti quei soldi che avrebbe potuto donare ai poveri.

### Matrimonio del figlio
Guglielmo IV sposò Anna di Hannover, figlia maggiore di Giorgio II di Gran Bretagna, il 25 marzo 1734 a St. James' Palace a Londra. Di ritorno nei Paesi Bassi, scrisse alla madre, avvisandola che Anna avrebbe avuto diritto alla precedenza in quanto figlia di re. D'altra parte quest'avviso non era necessario, poiché Maria Luisa aveva prontamente lasciato il Palazzo non appena il figlio era diventato maggiorenne, scegliendo di vivere in una casa elegante ma poco pretenziosa a Herlingen. Da tempo aveva mostrato disinteresse verso le cerimonie e lo stile di vita regale, accolse il figlio e la nuora al momento del loro arrivo, ma fece poi ritorno alla sua abitazione, senza prendere parte agli altri festeggiamenti.

### Morte
Maria Luisa rimase vedova per 54 anni, e morì il 9 aprile 1765 a Leeuwarden, la capitale della provincia della Frisia: sopravvisse al figlio Guglielmo IV di 14 anni.

## Ascendenza
|                               |                   |                                            | Genitori                             |  |  | Nonni |  |  | Bisnonni                   |  |  | Trisnonni               |  |
|                               |                   |                                            |                                      |  |  |       |  |  | Guglielmo V d'Assia-Kassel |  |  | Maurizio d'Assia-Kassel |  |
|                               |                   |                                            |                                      |  |  |       |  |  | Guglielmo V d'Assia-Kassel |  |  | Maurizio d'Assia-Kassel |  |
|                               |                   | Agnese di Solms-Laubach                    |                                      |  |  |       |  |  | Guglielmo V d'Assia-Kassel |  |  |                         |  |
| Guglielmo VI d'Assia-Kassel   |                   |                                            |                                      |  |  |       |  |  | Guglielmo V d'Assia-Kassel |  |  |                         |  |
|                               |                   | Amalia Elisabetta di Hanau-Münzenberg      | Filippo Luigi II di Hanau-Münzenberg |  |  |       |  |  |                            |  |  |                         |  |
|                               |                   | Amalia Elisabetta di Hanau-Münzenberg      | Filippo Luigi II di Hanau-Münzenberg |  |  |       |  |  |                            |  |  |                         |  |
|                               |                   | Amalia Elisabetta di Hanau-Münzenberg      | Caterina Belgica di Nassau           |  |  |       |  |  |                            |  |  |                         |  |
| Carlo I d'Assia-Kassel        |                   | Amalia Elisabetta di Hanau-Münzenberg      |                                      |  |  |       |  |  |                            |  |  |                         |  |
|                               |                   | Giorgio Guglielmo di Brandeburgo           | Giovanni Sigismondo di Brandeburgo   |  |  |       |  |  |                            |  |  |                         |  |
|                               |                   | Giorgio Guglielmo di Brandeburgo           | Giovanni Sigismondo di Brandeburgo   |  |  |       |  |  |                            |  |  |                         |  |
|                               |                   | Giorgio Guglielmo di Brandeburgo           | Anna di Prussia                      |  |  |       |  |  |                            |  |  |                         |  |
| Edvige Sofia di Brandeburgo   |                   | Giorgio Guglielmo di Brandeburgo           |                                      |  |  |       |  |  |                            |  |  |                         |  |
|                               |                   | Elisabetta Carlotta del Palatinato         | Federico IV del Palatinato           |  |  |       |  |  |                            |  |  |                         |  |
|                               |                   | Elisabetta Carlotta del Palatinato         | Federico IV del Palatinato           |  |  |       |  |  |                            |  |  |                         |  |
|                               |                   | Elisabetta Carlotta del Palatinato         | Luisa Giuliana di Nassau             |  |  |       |  |  |                            |  |  |                         |  |
| Maria Luisa d'Assia-Kassel    |                   | Elisabetta Carlotta del Palatinato         |                                      |  |  |       |  |  |                            |  |  |                         |  |
|                               | Guglielmo Kettler | Gottardo Kettler                           |                                      |  |  |       |  |  |                            |  |  |                         |  |
|                               | Guglielmo Kettler | Gottardo Kettler                           |                                      |  |  |       |  |  |                            |  |  |                         |  |
|                               | Guglielmo Kettler | Anna di Meclemburgo                        |                                      |  |  |       |  |  |                            |  |  |                         |  |
| Giacomo Kettler               | Guglielmo Kettler |                                            |                                      |  |  |       |  |  |                            |  |  |                         |  |
|                               |                   | Sofia di Hohenzollern                      | Alberto Federico di Prussia          |  |  |       |  |  |                            |  |  |                         |  |
|                               |                   | Sofia di Hohenzollern                      | Alberto Federico di Prussia          |  |  |       |  |  |                            |  |  |                         |  |
|                               |                   | Sofia di Hohenzollern                      | Maria Eleonora di Jülich-Kleve-Berg  |  |  |       |  |  |                            |  |  |                         |  |
| Amalia di Curlandia           |                   | Sofia di Hohenzollern                      |                                      |  |  |       |  |  |                            |  |  |                         |  |
|                               |                   | Giorgio Guglielmo di Brandeburgo           | Giovanni Sigismondo di Brandeburgo   |  |  |       |  |  |                            |  |  |                         |  |
|                               |                   | Giorgio Guglielmo di Brandeburgo           | Giovanni Sigismondo di Brandeburgo   |  |  |       |  |  |                            |  |  |                         |  |
|                               |                   | Giorgio Guglielmo di Brandeburgo           | Anna di Prussia                      |  |  |       |  |  |                            |  |  |                         |  |
| Luisa Carlotta di Brandeburgo |                   | Giorgio Guglielmo di Brandeburgo           |                                      |  |  |       |  |  |                            |  |  |                         |  |
|                               |                   | Elisabetta Carlotta di Wittelsbach-Simmern | Federico IV del Palatinato           |  |  |       |  |  |                            |  |  |                         |  |
|                               |                   | Elisabetta Carlotta di Wittelsbach-Simmern | Federico IV del Palatinato           |  |  |       |  |  |                            |  |  |                         |  |
|                               |                   | Elisabetta Carlotta di Wittelsbach-Simmern | Luisa Giuliana di Nassau             |  |  |       |  |  |                            |  |  |                         |  |
|                               |                   | Elisabetta Carlotta di Wittelsbach-Simmern |                                      |  |  |       |  |  |                            |  |  |                         |  |